# Ca kịch cách mạng Triều Tiên

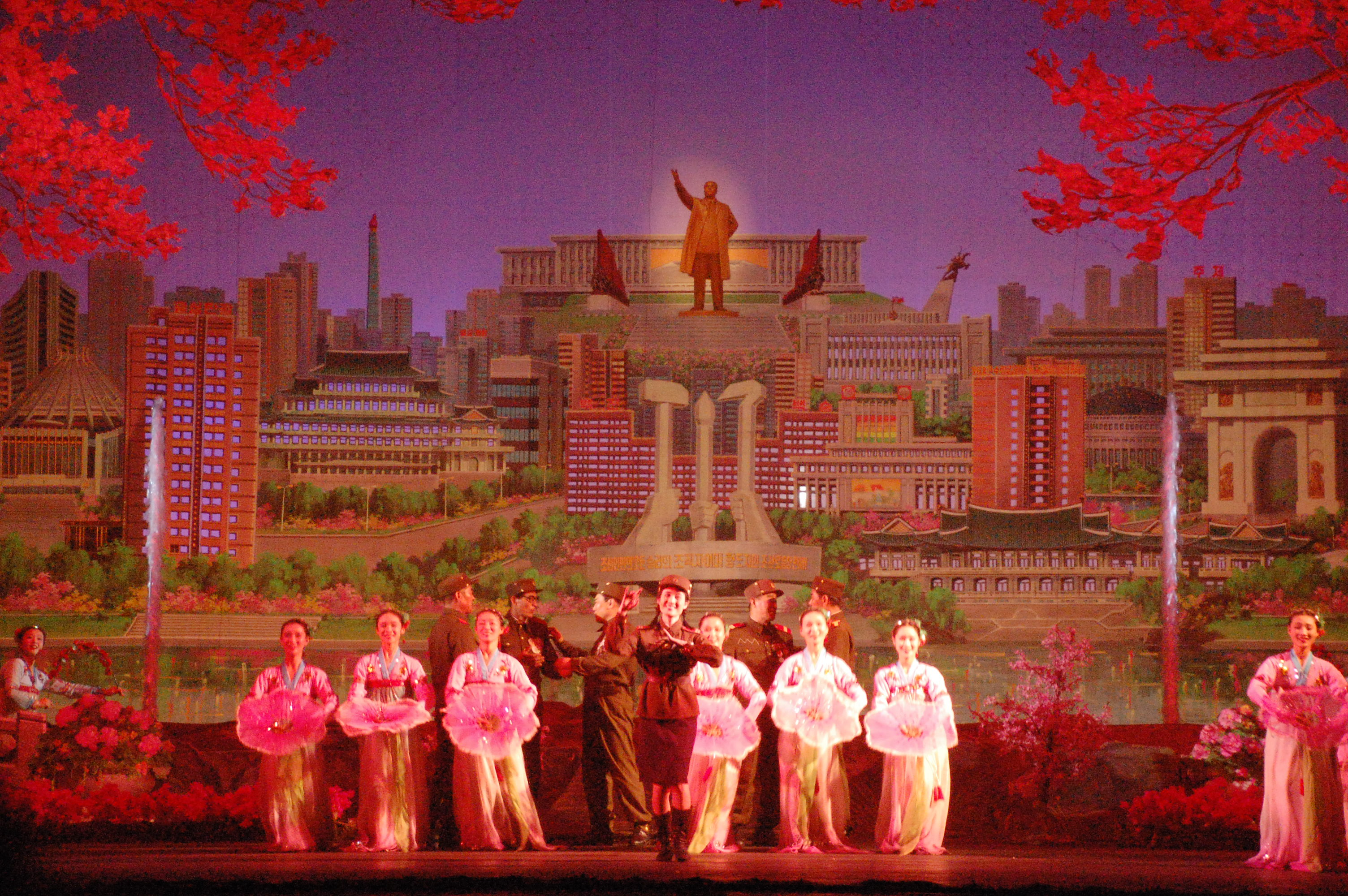
Một màn trình diễn ca kịch cách mạng tại Bình Nhưỡng

Ca kịch cách mạng Triều Tiên (tiếng Triều Tiên: 혁명가극; chữ Hán: 革命歌劇; Hán-Việt: cách mạng ca kịch) là một truyền thống ca kịch cách mạng tại nước Cộng hòa Dân chủ Nhân dân Triều Tiên dựa trên dạng bản hí vốn cùng thể loại của Trung Quốc thời kỳ Cách mạng Văn hóa.